# Црква Светих апостола Петра и Павла у Бијелом Пољу
Црква Светог апостола Петра је црква у Бијелом Пољу у Црној Гори коју је саградио хумски кнез Мирослав, брат Стефана Немање. Натпис на каменој плочи изнад врата којим је означен ктитор, не садржи датум подизања, а претпоставља се да је сазидана 1190. године. За вријеме нереда у Хуму, 1252. године, из Богородичиног манастира у Стону је у цркву Светог апостола Петра на Лиму пресељено сједиште Хумске епархије.
За ову цркву је написано чувено Мирослављево јеванђеље, најстарија сачувана ћирилична књига код Јужних Словена.

### Изглед
Ова се црква увршћује у сложене рашке сакралне цјелине. Романских је облика, у којима се репродукује византијска крстообразна шема. Црква је једнобродна, са куполом. Засвођена је грађевина, са романским порталом на западној страни, на коме се налази поменути камени натпис. Апсида је на источној страни цркве правоугаона (овај облик је распрострањен у далматинским прероманским и ранороманским црквама) а изнутра и споља засвођена је полукалотом која се на угловима апсиде ослања на тромпе. Источни и западни травеји су засвођени. За градњу зидова у водоравним је редовима кориштен тврд плавичасти притесани камен. Кров је тробродан по дужини, а изнад сводова западног и источног трвеја саграђени су мали зидови, који придржавају средњи брод грађевине. Двосливно покривен трансепт (образован од попречног свода, који носи куполицу) на средини пресјеца тробродан кров. Четвртаста куполица уобичајен је облик на куполним црквицама на дубровачком подручју. На западу су двије типично рашке конструкције: симетричне куле са нартексом између њих.

### Преправке
Ова је црква више пута преправљана. Утврђено је неколико фаза дограђивања и преграђивања објекта. У вријеме краља Уроша, приликом пресељења епископског сједишта из Хума, уз западну страну цркве су накнадно израђене двије високе куле звоници и засвођен нартекс између њих. Изнад свода је постојала просторија у коју се улазило из кула. Просторије - параклиси уз сјеверну и јужну страну западног дијела цркве, дограђене су у вријеме краља Милутина, и епископа Данила, у периоди од 1317 – 1321. године.
Од стране Турака портал са натписом је био премјештен у дограђену просторију на сјеверној страни, а црква претворена у џамију. Освећење цркве је најављено за Петровдан 1923. Данас је овој цркви дјелимично враћен првобитни изглед.
У непосредној близини цркве пронађено је православно гробље из средњег вијека.

## Галерија
- Иконостас
- Ктиторски натпис над некадашњим улазом у цркву, а изградњом звоника, данас је то натпис изнад улазих врата у наос. У тексту се помиње раб (слуга) Божији Стјепан Мирослав и ова црква.
- Остаци живописа у припрати
- Остаци живописа у припрати
- Остаци живописа у припрати